# آلومینیم کلرید
آلومینیوم کلرید(به انگلیسی: Aluminum chloride) یک ترکیب معدنی است که از دو عنصر آلومنیوم و کلر ساخته شده‌است.آلومینیم کلرید اگرخالص باشد سفید رنگ وجامد است. این ماده تحت تأثیرگرما تصعید می‌شود و درمجاورت رطوبت، بخشی ازآلومینیم کلرید بی آب تجزیه و گازهیدروژن کلرید آزاد می‌شود. این نمک را نخستین باردرسال1825 ارستد تهیه کرد. او گازکلررا از روی مخلوطی ازآلومین و کربن عبورداد و بخارات آلومینیم کلرید تشکیل شده را به مایع تبدیل نمود. امروزه نیزازنظراصولی ازفرایند مشابهی برای تهیه تجارتی آلومینیم کلرید استفاده می گردد.
کلرید آلومینیوم (AlCl3) ، همچنین به عنوان تری کلرید آلومینیوم شناخته می شود ، ترکیباتی را با فرمول AlCl3 (H2O) n توصیف می کند( n = 0یا 6).  آنها از اتمهای آلومینیوم و کلر به نسبت 1: 3 تشکیل شده اند و یک فرم نیز حاوی شش آب هیدراتاسیون است. هر دو ماده جامد سفید هستند ، اما نمونه ها اغلب با کلرید آهن (III) آلوده می شوند و به آنها رنگ زرد می دهد.
ماده بی آب از نظر تجاری مهم است. دارای نقطه ذوب و جوش کم است. این ماده عمدتاً در تولید فلز آلومینیوم تولید و مصرف می شود ، اما مقادیر زیادی نیز در سایر مناطق صنایع شیمیایی استفاده می شود.  این ترکیب اغلب به عنوان اسید لوئیس ذکر می شود. این نمونه ای از یک ترکیب غیر آلی است که به طور برگشت پذیر از یک پلیمر به یک مونومر در دمای ملایم تبدیل می شود.

## کاربردها

### آلکیلاسیون و آسیلاسیون آرن ها
AlCl3 یک کاتالیزور رایج اسید لوئیس برای واکنشهای فریدل- کرفتس است ، هم آسیلاسیون و هم آلکیلاسیون. محصولات مهم شوینده ها و اتیل بنزن هستند. این نوع واکنش ها بیشترین کاربرد را برای کلرید آلومینیوم دارند ، به عنوان مثال ، در تهیه آنتراکینون (مورد استفاده در صنایع مواد رنگی) از بنزن و فسژن. در واکنش کلی فریدل- کرفتس ، یک آسیل کلراید یا آلکیل هالید با یک سیستم معطر واکنش نشان می دهد همانطور که نشان داده شده است: 

واکنش آلکیلاسیون بیشتر از واکنش آسیلاسیون استفاده می شود ، اگرچه عملکرد آن از نظر فنی بیشتر طلب می کند. برای هر دو واکنش ، کلرید آلومینیوم و همچنین سایر مواد و تجهیزات باید خشک باشند ، اگرچه اثری از رطوبت است برای ادامه واکنش لازم است. [نیاز به منبع] روشهای تفصیلی برای آلکیلاسیون  و آسیلاسیون  عرصه ها در دسترس است.
یک مشکل کلی با واکنش فریدل- کرفتس این است که کاتالیزور کلرید آلومینیوم گاهی اوقات به مقدار کامل استوکیومتری مورد نیاز است ، زیرا به شدت با محصولات پیچیده می شود. این عارضه گاهی مقدار زیادی زباله خورنده تولید می کند. به همین دلیل و دلایل مشابه ، استفاده از کلرید آلومینیوم اغلب توسط زئولیت ها جابجا شده است. 
همچنین از کلرید آلومینیوم می توان برای ورود گروههای آلدهید به حلقه های معطر استفاده کرد ، به عنوان مثال از طریق واکنش Gattermann-Koch که از مونوکسید کربن ، کلرید هیدروژن و یک کاتالیزور کلرید مس (I) استفاده می کند. 

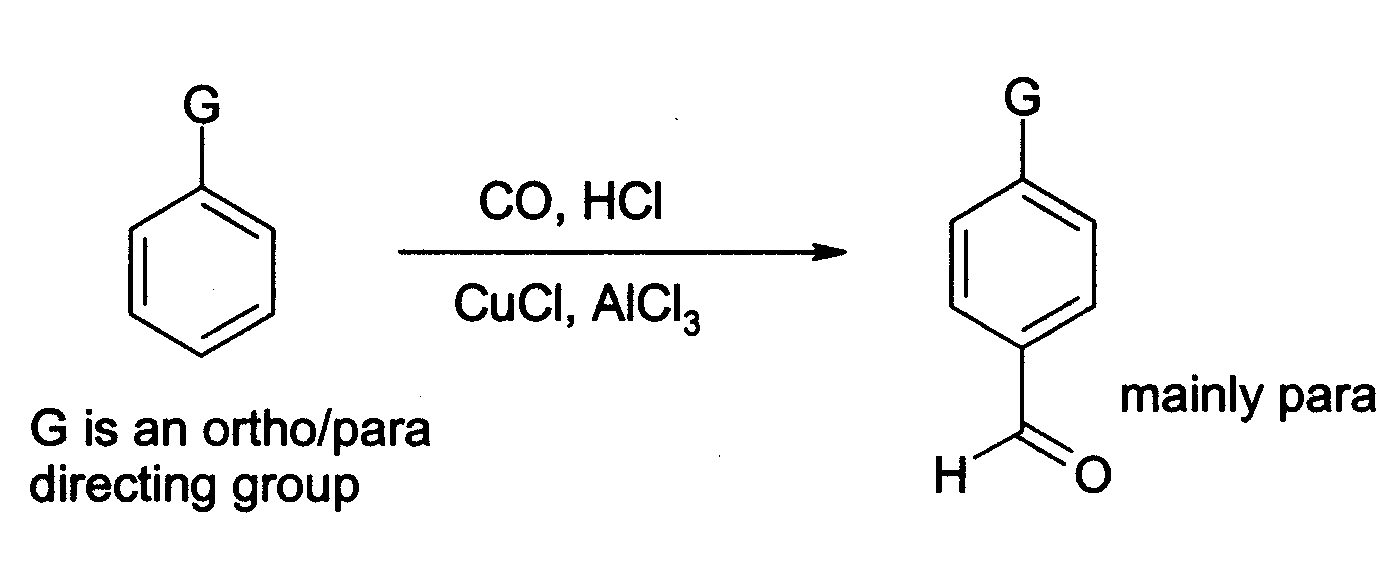

### سایر کاربردها در سنتز آلی و اندام فلزی
کلرید آلومینیوم کاربردهای گسترده دیگری را در شیمی آلی پیدا می کند. به عنوان مثال ، می تواند "واکنش ene" مانند افزودن 3-بوتن-2-یک (متیل وینیل کتون) به کارون را کاتالیز کند: 

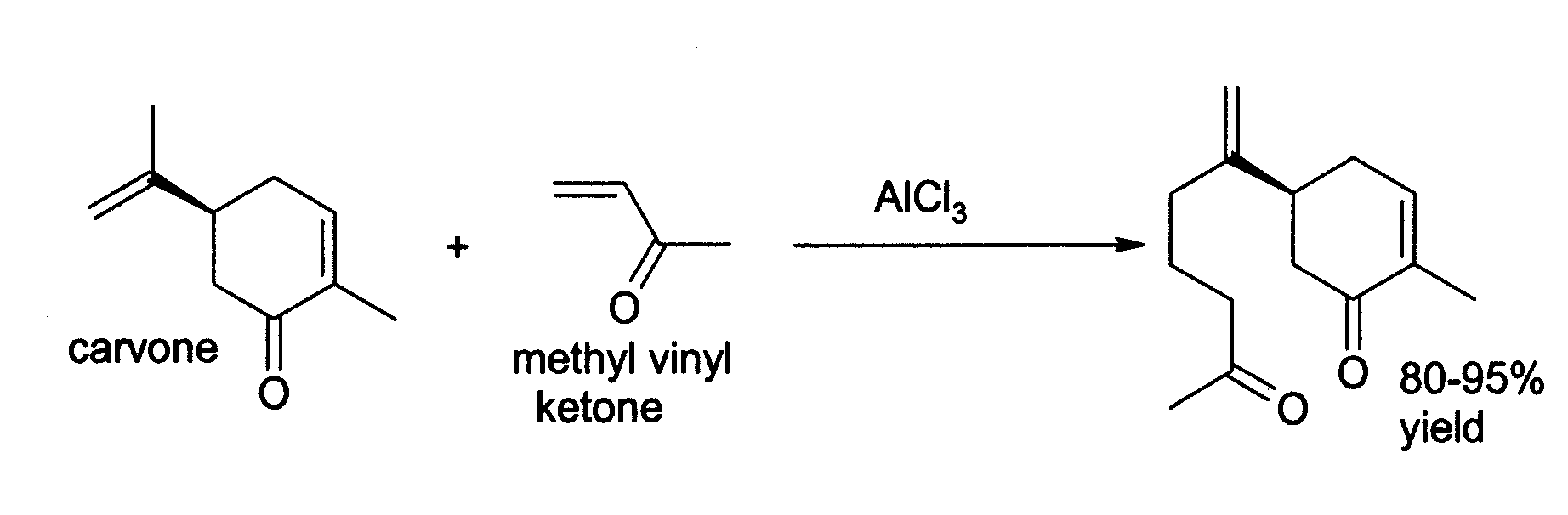

برای القای انواع اتصالات هیدروکربنی و بازآرایی استفاده می شود. 
از کلرید آلومینیوم همراه با آلومینیوم در حضور یک آرن می توان برای سنتز کمپلکسهای فلزی بیس (آرن) استفاده کرد ، به عنوان مثال. کروم بیس (بنزن) ، از فلزهای متال خاص از طریق سنتز به اصطلاح فیشر-هافنر. دی کلروفنیل فسفین با واکنش بنزن و تری کلرید فسفر تهیه شده توسط کلرید آلومینیوم تهیه می شود. 

## ساختار

### بی آب
AlCl3 بسته به دما و حالت (ساختار جامد ، مایع ، گاز) سه ساختار را اتخاذ می کند. AlCl3 جامد یک لایه بسته بندی شده مکعبی لایه لایه مانند است. در این چارچوب ، مراکز Al هندسه هماهنگی هشت وجهی را به نمایش می گذارند.  وقتی تری کلرید آلومینیوم در حالت ذوب قرار می گیرد ، به عنوان دیمر Al2Cl6 ، با آلومینیوم تتراکوردین وجود دارد. این تغییر ساختار مربوط به تراکم پایین فاز مایع (1.78 گرم در سانتی متر مکعب) در برابر تری کلرید آلومینیوم جامد (2.48 گرم در سانتی متر مکعب) است. دیمرهای Al2Cl6 نیز در فاز بخار یافت می شوند. در دماهای بالاتر ، دیمرهای Al2Cl6 به AlCl3 مسطح مثلثی جدا می شوند ، که از نظر ساختاری مشابه BF3 است. مذاب برخلاف هالیدهای یونی بیشتر مانند کلرید سدیم ، الکتریسیته را ضعیف هدایت می کند.

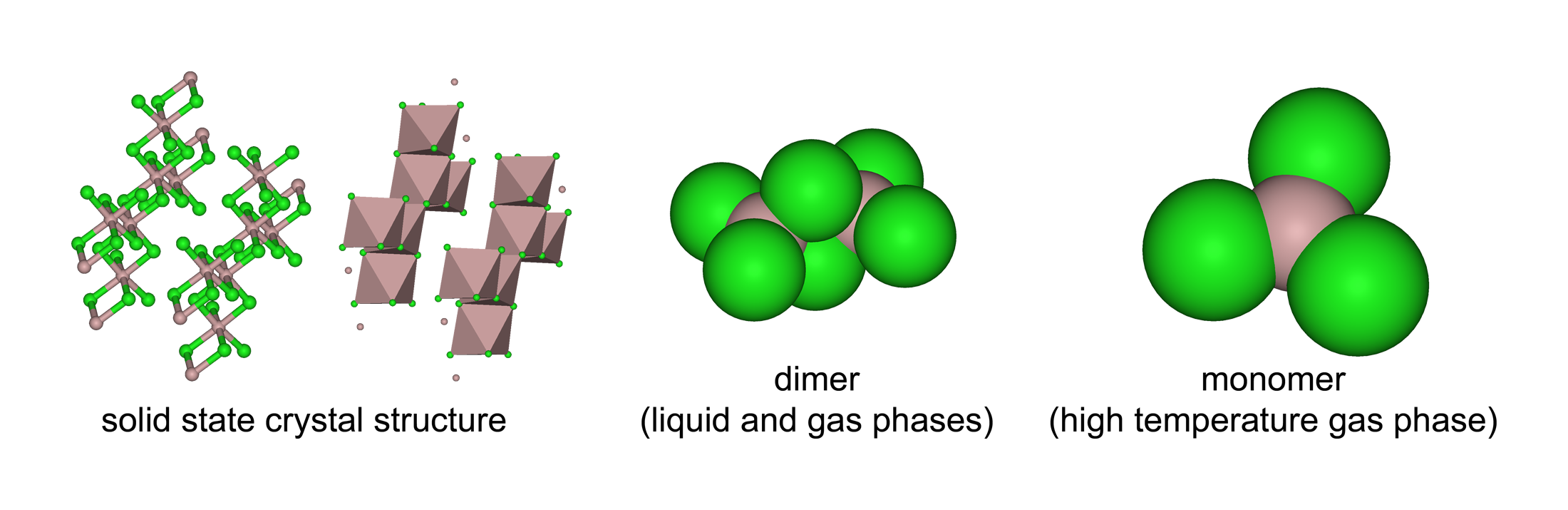

### هگزاهیدرات
هگزاهیدرات متشکل از مراکز اکتاهدرال [Al (H2O) 6] 3+ و معادلات کلرید است. پیوندهای هیدروژنی کاتیون و آنیون ها را به هم پیوند می دهند.  شکل هیدراته کلرید آلومینیوم دارای هندسه مولکولی هشت وجهی است ، یون آلومینیوم مرکزی با شش مولکول لیگاند آب احاطه شده است. از نظر هماهنگی اشباع شده ، هیدرات بعنوان یک کاتالیزور در آلکیلاسیون Friedel-Crafts و واکنشهای مربوطه از ارزش کمی برخوردار است.

## واکنش‌ها
کلرید آلومینیوم بی آب یک اسید لوئیس قوی است ، قادر به ایجاد ترکیبات اضافی اسید پایه لوئیس با پایه های لوئیس حتی ضعیف مانند بنزوفنون و مزیتلین است. [8] این ماده در حضور یونهای کلرید تتراکلروآلومینات (AlCl4−) تشکیل می دهد.
کلرید آلومینیوم با هیدریدهای کلسیم و منیزیم موجود در تتراهیدروفوران تشکیل تتراهیدروآلومینات واکنش می دهد.

### واکنش با آب
کلرید آلومینیوم بی آب ، رطوبت ساز است و تمایل زیادی به آب دارد. هنگامی که لیگاندهای Cl− با مولکولهای H2O جابجا می شوند و باعث تشکیل هگزاهیدرات [Al (H2O) 6] Cl3 می شوند ، در هوای مرطوب دود می کند و هیس می کند. فاز بی آب را نمی توان با گرم کردن هگزاهیدرات بازیابی کرد. در عوض HCl با ترکیدن هیدروکسید آلومینیوم یا آلومینا (اکسید آلومینیوم) از بین می رود:
Al(H2O)6Cl3 → Al(OH)3 + 3 HCl + 3 H2O
مانند مجتمع های آبی فلزی ، AlCl3 آبی به دلیل یونیزاسیون لیگاندهای آبی اسیدی است:
+Al(H2O)6]3+ ⇌ [Al(OH)(H2O)5]2+ + H]
محلول های آبی مانند سایر نمک های آلومینیوم حاوی یونهای Al3 + هیدراته رفتار می کنند و در اثر واکنش با هیدروکسید سدیم رقیق رسوب ژلاتینی هیدروکسید آلومینیوم می دهند:
AlCl3 + 3 NaOH → [Al(OH)3] + 3 NaCl

## ایمنی
AlCl3 بی آب به شدت با بازها واکنش نشان می دهد ، بنابراین اقدامات احتیاطی مناسب لازم است. در صورت استنشاق یا تماس می تواند باعث تحریک چشم ، پوست و سیستم تنفسی شود. 